# Єрмаки (Алапаєвський міський округ)
Єрмаки́ (рос. Ермаки) — присілок у складі Алапаєвського міського округу (Верхня Синячиха) Свердловської області.
Населення — 67 осіб (2010, 80 у 2002).
Національний склад населення станом на 2002 рік: росіяни — 87 %.